# Queens are trumps -切り札はクイーン-
『Queens are trumps -切り札はクイーン-』（クイーンズ・アー・トランプス -きりふだはクイーン-）は、SCANDALの4枚目のオリジナルアルバム。2012年9月26日にエピックレコードジャパンから発売された。

## 概要
前作から約1年1ヶ月ぶりとなる4thアルバム。

完全生産限定盤にはハードカバー&撮り下ろしフォトマガジン、初回生産限定盤にはDVDが同梱されている。

## 収録曲

### CD
1. Queens are trumps [3:42]
作詞：MAMI　作曲・編曲：BU-NI
  - ゲストギタリストとして野村義男が参加。
2. 太陽スキャンダラス [5:07]
作詞：HARUNA、NAOTO(ORANGE RANGE)　作曲・編曲：NAOTO(ORANGE RANGE)
3. ピンヒールサーファー [5:01]
作詞・作曲・編曲：和田唱
4. Rock'n Roll [3:55]
作詞：HARUNA、TOMOMI、田鹿祐一　作曲：田鹿祐一　編曲：篤志
5. ビターチョコレート [5:17]
作詞：TOMOMI　作曲：RINA　編曲：川口圭太
  - アルバム唯一のメンバーによる作詞曲の楽曲。
6. Kill the virgin [5:02]
作詞：ハジメタル、Junnnnn Sato　作曲・編曲：ハジメタル
  - メインボーカルはTOMOMI。
  - RINAがシンセサイザーの演奏を担当。
  - 2013年公開の日本映画『デッド寿司』主題歌。
7. 声 [4:50]
作詞・作曲：柳沢亮太　編曲：川口圭太
  - メインボーカルはMAMI。
8. Rising Star [3:32]
作詞：HARUNA、大久保友裕　作曲：大久保友裕　編曲：篤志
9. Bright [5:17]
作詞：RINA、田鹿祐一　作曲：田鹿祐一　編曲：川口圭太
10. Welcome home [4:01]
作詞・作曲：川村結花　編曲：大久保友裕
  - SCANDALのアルバムにシングルのカップリング曲が収録されるのは初めてのことである。
11. HARUKAZE [4:37]
作詞：SCANDAL、一色徳保　作曲：一色徳保　編曲：篤志
12. Right Here [4:13]
作詞：JAMIL　作曲：JAMIL、シライシ紗トリ　編曲：シライシ紗トリ

### DVD
- その1 撮影のウラ側見せちゃう!! 「ジャケット撮影オモシロメイキング」
- その2 アーモンドクラッシュ「恋の始まりはダイエット」 MUSIC VIDEO
- その3 どぼんどぼんど「ちぇりーじゃむ」 MUSIC VIDEO
- その4 太陽スキャンダラスを100倍楽しむダンス・ムービー